# Joseph Schmidt
Joseph Schmidt (ur. 4 marca 1904 w Dawidenach na Bukowinie, zm. 16 listopada 1942 w obozie Girenbad w Szwajcarii) – niemiecko-żydowski śpiewak, tenor, kantor.
Urodził się w zasymilowanej rodzinie żydowskiej w Bukowinie (ojciec mówił płynnie po niemiecku). Już jako dziecko wykazywał szczególne talenty muzyczne – śpiewał jako kantor w chłopięcym chórze czerniowieckiej synagogi.
W 1924 roku podjął studia w Królewskiej Szkole Muzycznej w Berlinie – uczył się śpiewu u Hermanna Weißenborna. Dość szybko zrobił karierę w Republice Weimarskiej, nagrywał płyty, między 1929 a 1933 rokiem wystąpił w 38 operach nadanych w berlińskim radio. Ze względu na niską posturę (mierzył metr i 58 centymetrów) unikał początkowo występów publicznych, jednak w 1939 roku gościł na scenie Opery w Brukseli w roli Rudolfa („La Bohème”), udając się później w tournée przez Liège, Gandawę, Antwerpię, Brugię i Ostendę.
Ostatni raz w niemieckim radio zaśpiewał 20 lutego 1933 roku („Cyrulik Bagdadzki”). Po premierze filmu „Ein Lied geht um die Welt” w maju 1933 roku wyjechał do Austrii, by w 1937 roku osiąść w Nowym Jorku, gdzie śpiewał w Carnegie Hall.
W latach 1938–1940 przebywał w Belgii, później w okupowanej Francji. We wrześniu 1942 roku uciekł do Szwajcarii, jednak został zdemaskowany i jako Żyd skierowany do obozu w Girenbad. Zachorował na zapalenie gardła, cierpiał na bóle serca, przebywał w szpitalu w Zurychu, gdzie nie chciano go jednak poddać dalszym badaniom. Po wypisie ze szpitala 14 listopada i powrocie do obozu zmarł dwa dni później w znajdującej się nieopodal miejsca internowania restauracji. Obecnie znajduje się w tym miejscu tablica pamiątkowa.
Został pochowany na Cmentarzu Żydowskim w Dolnym Friesenbergu w Zurychu, na jego nagrobku znajduje się inskrypcja „Ein Stern fällt - Josef Schmidt, Kammersänger, 1904-1942”
W 2004 roku imieniem Schmidta została nazwana szkoła muzyczna w berlińskiej dzielnicy Treptow-Köpenick, a w styczniu 2008 roku jedna z asteroid.

## Filmografia
- „Der Liebesexpreß” (Niemcy, 1931)
- „Goethe lebt...!” (Niemcy, 1932)
- „Gehetzte Menschen” (Niemcy, 1932)
- „Ein Lied geht um die Welt” (Niemcy, 1933)
- „Wenn du jung bist gehört Dir die Welt” (Austria, 1934)
- „Ein Stern fällt vom Himmel” (Austria, 1934)
- „Heut ist der schönste Tag in meinem Leben” (Austria, 1936).